# Winkelbach (Thaler Bach)
Der Winkelbach ist ein linksufriger Zufluss des Thaler Baches im österreichischen Bundesland Steiermark. Er entwässert den nordöstlichen Teil des Thaler Beckens nahe der Landeshauptstadt Graz.

## Verlauf
Der Winkelbach entspringt im Wald am Südhang der Reinerspitze im Norden der Gemeinde Thal. Er verläuft zunächst als periodisches Gerinne durch einen südostwärts ziehenden Graben und trennt die beiden Weiler Winkel und Oberbichl voneinander. Danach durchquert der Bach Grünland und landwirtschaftliche Nutzflächen, ehe er wieder Siedlungsgebiet erreicht. Nach einer markanten Richtungsänderung durchbricht der Bach auf dem letzten Laufkilometer die Kalkscholle des Grazer Paläozoikums und trennt den Frauenkogel im Norden vom Madersberg im Süden. Die ÖK bezeichnet diesen engen Talabschnitt als Fuchsloch. Nach Bildung der Gemeindegrenze zwischen Thal und Graz-Gösting mündet der Winkelbach im Thaler Graben in den gleichnamigen Bach.

## Hochwasserschutz
Der Winkelbach ist neben dem Erlenbach einer von zwei größeren Zuflüssen des Thaler Baches, der in der Vergangenheit vor allem in Gösting für großräumige Überschwemmungen sorgte. Wie auch am Erlenbach sieht das Hochwasserrisiko-Management des Bundesministeriums für Landwirtschaft, Regionen und Tourismus die Errichtung eines Rückhaltebeckens vor, die bis nach 2027 umgesetzt werden soll.